# Ossian Hamrin
Per Johan Ossian Hamrin, född 29 september 1855 i Lycksele, död 23 december 1907 på Kullatorps sjukhem i Barkarby, var en svensk skådespelare. Han var bror till Johan Hamrin.
Ossian Hamrin var son till kronofogden Johan Olof Hamrin. Efter mogenhetsexamen i Uppsala och filosofiska och estetiska studier vid universitetet där blev han 1878 elev vid Kungliga teatrarnas elevskola. År 1879 engagerades han som skådespelare vid Kungliga dramatiska scenen, som han sedan kom att tillhöra under 28 år. Hamrin blev 1891 premiäraktör och fungerade 1891–1898 som teaterns sekreterare. Som skådespelare var han främst komiker, men han framförde roller inom ett vitt spektrum. Hamrin var även mycket aktiv inom de sceniska artisternas intresseorganisationer, styrelseledamot i Dramatiska och musikaliska artisternas pensionsförening och var 1894–1907 den förste ordföranden i Svenska teaterförbundet. Han är begravd på Västra kyrkogården i Umeå.

## Teater

### Roller
| År   | Roll                           | Produktion                                                                                | Regi           | Teater                      |
| ---- | ------------------------------ | ----------------------------------------------------------------------------------------- | -------------- | --------------------------- |
| 1885 | Jörgen, Kammartjenare          | Ambrosius Chr. K.F. Molbech                                                               | Victor Hartman | Kungliga Dramatiska Teatern |
| 1888 | En sjöman                      | Magister Bläckstadius eller Giftermålsannonsen August Blanche                             |                | Kungliga Dramatiska Teatern |
| 1890 | Peter Ivanovitsch Bobtschinski | Revisorn (Ревизо́р, Revizór) Nikolaj Gogol                                                 |                | Dramatiska Teatern          |
| 1894 | En präst                       | Trettondagsafton eller Hvad ni vill (Twelfth Night, or What You Will) William Shakespeare |                | Dramatiska Teatern          |